# Geolycosa buyebalana
Geolycosa buyebalana là một loài nhện trong họ Lycosidae.
Loài này thuộc chi Geolycosa. Geolycosa buyebalana được Carl Friedrich Roewer miêu tả năm 1960.